# Nicotiana rosulata
Nicotiana rosulata là loài thực vật có hoa trong họ Cà. Loài này được (Moore) Domin mô tả khoa học đầu tiên năm 1929.